# Barbara Jelavich
Barbara Jelavich właśc. Barbara Brightfield (ur. 12 kwietnia 1923 w Belleville w stanie Illinois, zm. 14 stycznia 1995 w Bloomington) – amerykańska historyczka i bałkanistka.

## Życiorys
Ukończyła studia na Uniwersytecie Kalifornijskim w Berkeley w 1944, w 1948 obroniła pracę doktorską. Pracowała początkowo w Berkeley College i w Mills College. W 1961 wraz z mężem rozpoczęła pracę na Wydziale Historii Indiana University, gdzie w 1967 uzyskała tytuł profesorski. Od 1979 przewodniczyła Konferencji Studiów Słowiańskich i Wschodnioeuropejskich. W latach 1988–1990 kierowała Towarzystwem Studiów Rumuńskich. W 1992 przeszła na emeryturę, w tym czasie została wybrana członkiem honorowym Akademii Rumuńskiej.
W jej dorobku naukowym znajdują się prace poświęcone dyplomacji rosyjskiej, austro-węgierskiej i osmańskiej, a także synteza dziejów Półwyspu Bałkańskiego XVIII-XX w.
W życiu prywatnym była żoną Charlesa Jelavicha (od 1944) i matką dwóch synów (Mark i Peter). W 1995 przeszła na katolicyzm. Zmarła na chorobę nowotworową, pochowana w Santa Clara.

## Dzieła
- 1964: A Century of Russian Foreign Policy: 1814-1914
- 1974: Russia and the Rumanian National Cause
- 1983: History of the Balkans: 18th and 19th Centuries (wyd. polskie - 2005)
- 1983: History of the Balkans: 20th Century (wyd. polskie - 2005)
- 1984: Russia and the Formation of the Romanian Empire
- 1987: Modern Austria: Empire and Republic
- 1991: Russia's Balkan Entanglements, 1806-1914

## Publikacje w języku polskim
- Historia Bałkanów, t. 1: Wiek XVIII i XIX, przekł. Jędrzej Polak, Krzysztof Salawa, Kraków: Wydawnictwo Uniwersytetu Jagiellońskiego 2005.
- Historia Bałkanów, t. 2: Wiek XX, przekł. Marek Chojnacki, Justyn Hunia, Kraków: Wydawnictwo Uniwersytetu Jagiellońskiego 2005.